# Kardantunnel

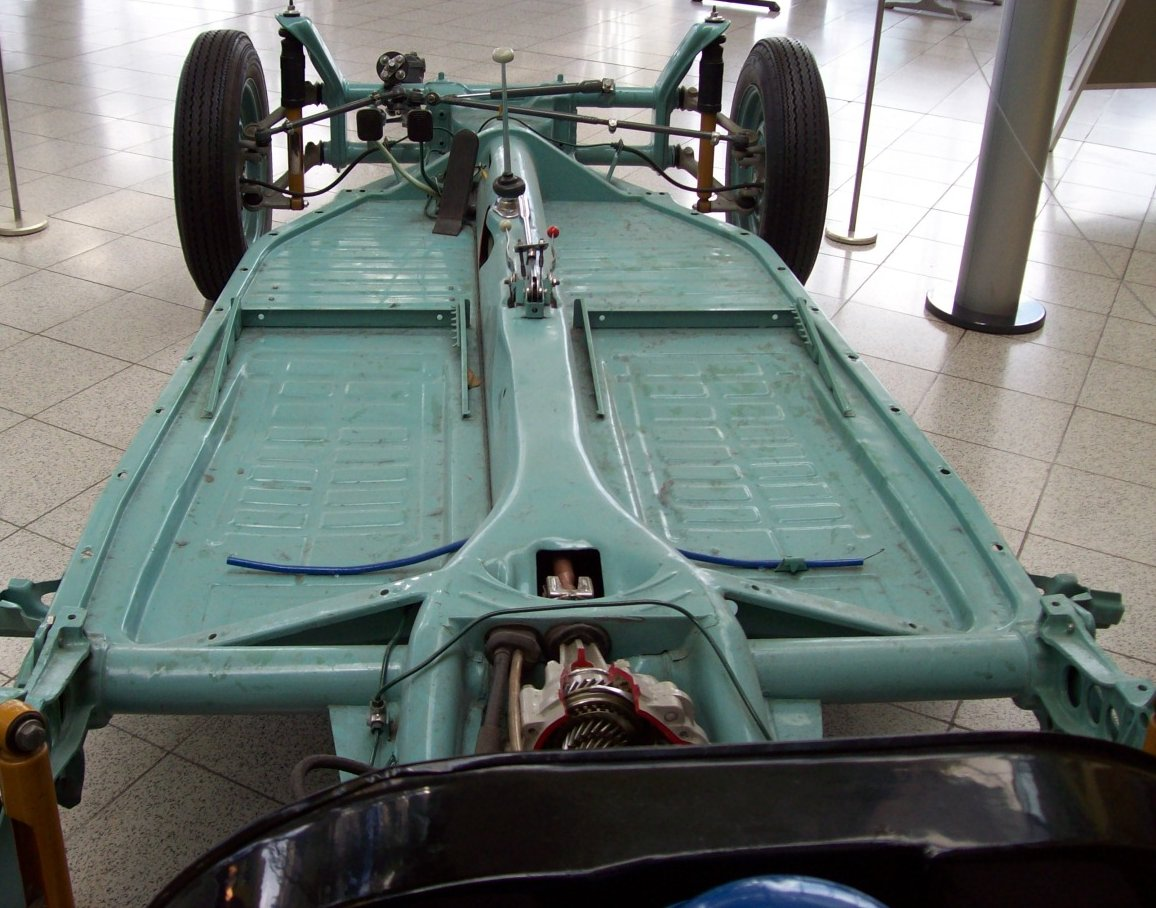
VW-Käfer-1300-Fahrgestell, Bj. 1966, in Fahrtrichtung

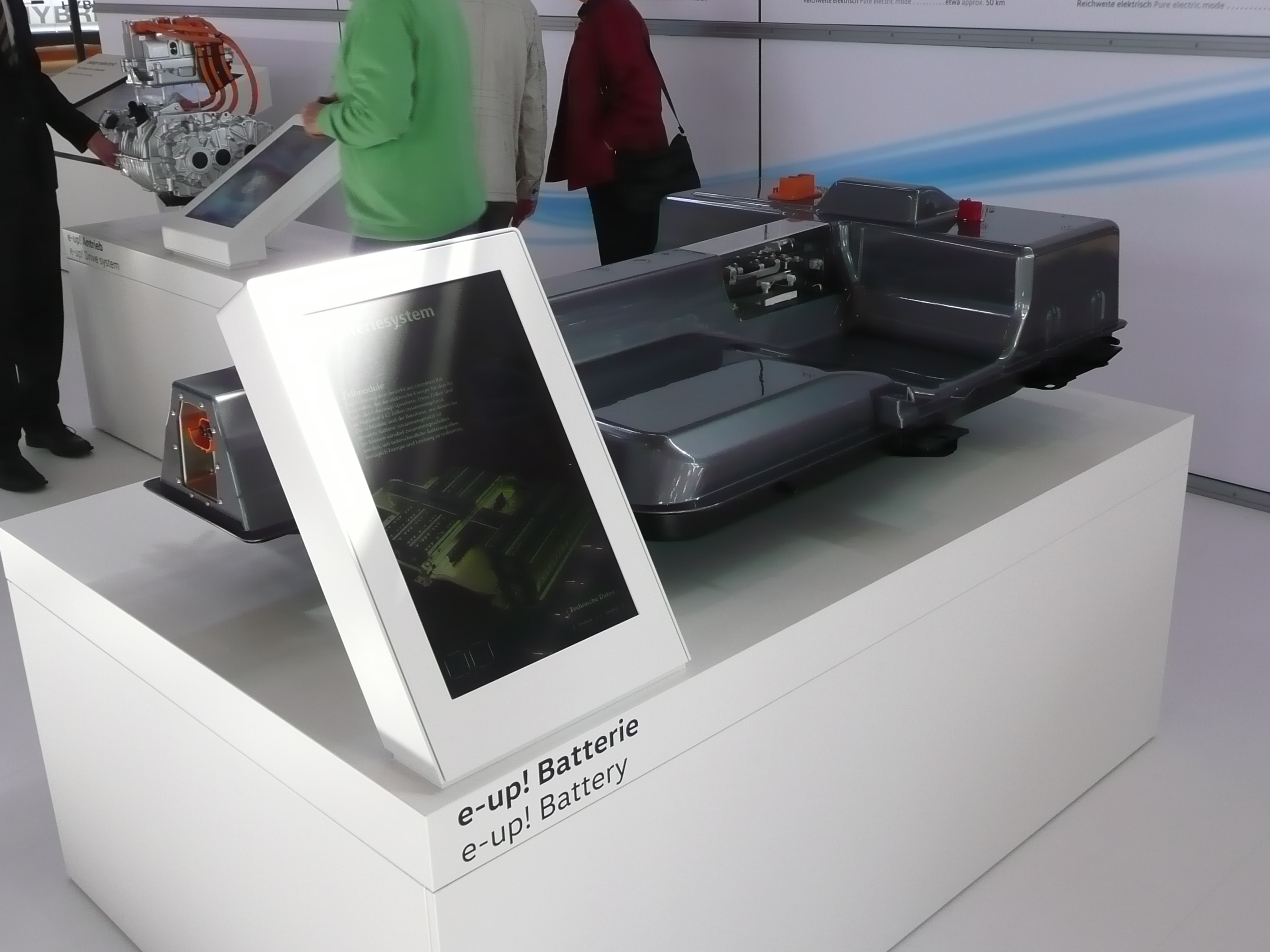
Batterie des E-UP

Der sogenannte Kardantunnel, eine Erhebung zwischen den Sitzen im Innenraum von PKW, beherbergt in erster Linie die Kardanwelle vom Frontmotor zur Hinterachse. Jedoch haben auch viele Fahrzeuge ohne Kardanwelle solch einen Tunnel, ausgestattet entweder mit reinem Frontantrieb oder reinem Heckantrieb, wie etwa der VW Käfer. Der Tunnel dient dann zur Versteifung der Karosserie und kann Auspuffanlage, Schaltgestänge, Leitungen für Kühlung, Bremsen, Kraftstoff usw. beinhalten. 
In einigen Elektroautos wird der Platz zur Unterbringung von Akkumodulen genutzt.
Einen flachen Innenraum ohne Kardantunnel, oder gar in voller Fläche des Innenraumes aufgrund der Sandwichbauweise mit doppeltem Boden, wies die originale Mercedes A-Klasse Mercedes-Benz Baureihe 168 auf.